# СЭД Канцлер
Канцлер — программные продукты для создания систем электронного документооборота (СЭД).
Первый программный продукт с названием «Канцлер» разработан IBA Group в 2005 году. В настоящее время «Канцлер» — семейство программных продуктов:
- На IBM Domino/Notes:
  - Пакет прикладных программ (ППП) «Канцлер» — для создания систем электронного документооборота: автоматизации документооборота и архивной обработки документов предприятий[1], в том числе с территориально-распределённой структурой и холдингового типа, а также органов государственного управления.
  - Система электронного документооборота «Канцлер Экспресс» — совмещает в себе полнофункциональные версии IBM Domino/Notes и ППП «Канцлер».
- На свободном программном обеспечении:
  - Приложение «Канцлер. Архив-Connection» — для создания автоматизированной системы архивного хранения документов и информационных ресурсов, изначально созданных в электронном виде, скан-копий, электронных документов для сопровождения бумажных.
  - Канцлер NEXT — для автоматизации работы с электронными документами и другими видами цифрового контента, создания единой платформы автоматизации всех бизнес-процессов предприятия.
- Мобильный клиент:
  - Приложение «Канцлер Смарт» (ранее «Мобильный клиент iBoss»[2]) — для работы в реальном времени и обеспечения условий автономной работы с документами СЭД «Канцлер» с последующей синхронизацией изменений в системе.